# Februar 2004
Portal Geschichte | Portal Biografien | Aktuelle Ereignisse | Jahreskalender | Tagesartikel

◄ |
20. Jahrhundert |
21. Jahrhundert

◄ |
1970er |
1980er |
1990er |
2000er
| 2010er | 2020er | 2030er | ►

◄ |
2000 |
2001 |
2002 |
2003 |
2004
| 2005 | 2006 | 2007 | 2008 | ►

◄ |
November 2003 |
Dezember 2003 |
Januar 2004 |
Februar 2004 |
März 2004 |
April 2004 |
Mai 2004 |
►
Dieser Artikel behandelt tagesbezogene Nachrichten und Ereignisse im Februar 2004.

## Tagesgeschehen

### Sonntag, 1. Februar 2004
- Houston/Vereinigte Staaten: Im 38. Super Bowl im American Football gewinnen die New England Patriots mit 32:29 gegen die Carolina Panthers. In der Halbzeitshow sorgt ein Auftritt von Justin Timberlake und Janet Jackson für Aufregung, da eine Brustwarze von Janet Jackson einen Moment lang zu sehen ist. Der Vorfall erhält in Anspielung an die Watergate-Affäre die Bezeichnung „Nipplegate“.[1][2]
- Ljubljana/Slowenien: Bei der Handball-Europameisterschaft der Herren siegt die deutsche Nationalmannschaft unter Trainer Heiner Brand im Finale gegen Gastgeber Slowenien mit 30:25.[3]
- Mars: Das Landefahrzeug Opportunity rollt von seiner Landeplattform auf die Oberfläche des Planeten. In den nächsten Monaten soll es die geologischen Details des Meridiani Planums erkunden, einer Tiefebene nahe dem Marsäquator.[4]
- Minā/Saudi-Arabien: Eine Panik ereignet sich während der diesjährigen Haddsch der Muslime an der Dschamarat-Brücke in der Nähe von Mekka. Im Gedränge werden 244 Pilger zu Tode getreten oder gequetscht.[5]
- In fünf der bislang elf Unterzeichnerstaaten tritt das Übereinkommen zum Schutz der Albatrosse und Sturmvögel in Kraft. Australien, Ecuador, Neuseeland, Spanien und Südafrika ratifizierten das Abkommen zwischen 2001 und 2003.[6]

### Montag, 2. Februar 2004
- London/Vereinigtes Königreich: Mit Roger Federer steht erstmals ein Schweizer auf Rang 1 der Tennisweltrangliste der Association of Tennis Professionals (ATP).[7]

### Dienstag, 3. Februar 2004
- Darwin/Australien: In Australien beendet der erste transkontinentale Nord-Süd-Reisezug, genannt The Ghan, seine rund 3.000 km lange Jungfernfahrt von Adelaide über Alice Springs nach Darwin an der Nordküste. Er verließ Adelaide am 1. Februar.[8]
- Frankreich: Europäische Astronomen entdecken bei der Auswertung von Aufzeichnungen des Spektrometers des Hubble-Weltraumteleskops erstmals Indizien für Kohlen- und Sauerstoffvorkommen in der Atmosphäre eines Exoplaneten, d. h. eines weit vom Sonnensystem entfernten Planeten. Derselbe ist schon länger bekannt und trägt den Namen Osiris.
- Washington, D.C./Vereinigte Staaten: Außenminister Colin Powell gesteht in einem Interview mit der Zeitung The Washington Post ein, dass sich die am 5. Februar 2003 im Sicherheitsrat der Vereinten Nationen vorgestellten Beweise für die Existenz von Massenvernichtungswaffen im Irak als Fälschungen erwiesen haben. Er referierte damals mit Satellitenaufnahmen über mobile irakische Chemiewaffenlabors. Auf die Frage, ob er damals einen Angriff auf den Irak auch ohne Beweise für Massenvernichtungswaffen befürwortet hätte, sagt Powell: „Ich weiß es nicht.“[9]

### Mittwoch, 4. Februar 2004
- Berlin/Deutschland: Der Historiker Guido Knopp wird für seine TV-Dokumentationssendungen über geschichtliche Begebenheiten mit der Goldenen Kamera ausgezeichnet.[10]
- Cambridge/Vereinigte Staaten: Studenten der Harvard University gründen das Unternehmen Facebook. Es soll World-Wide-Web-Nutzer dazu animieren, sich ein persönliches Profil anzulegen, virtuelle Kontakte mit anderen Nutzern zu knüpfen oder virtuellen Gruppen beizutreten, um dann zu interagieren, z. B. Fotos von Mahlzeiten verbreiten.[11]
- London/Vereinigtes Königreich: Die Weltraumorganisation ESA kündigt an, innerhalb der nächsten drei Jahrzehnte bemannte Flüge zum Mond und zum Mars durchzuführen.

### Donnerstag, 5. Februar 2004
- Berlin/Deutschland: Die 54. Internationalen Filmfestspiele Berlin werden mit dem Film Unterwegs nach Cold Mountain des britischen Regisseurs Anthony Minghella eröffnet.[12]
- Moskau/Russland: Der liberale, vom Oligarchen Boris Beresowski unterstützte Kandidat bei den russischen Präsidentschaftswahlen Iwan Rybkin verschwindet spurlos.
- Riga/Lettland: Ministerpräsident Einars Repše tritt zurück.

### Freitag, 6. Februar 2004
- Berlin/Deutschland: Bundeskanzler Gerhard Schröder (SPD) gibt bekannt, dass er auf einem SPD-Sonderparteitag im März vom Parteivorsitz zurücktreten und Franz Müntefering als seinen Nachfolger vorschlagen werde. Zuvor kündigte bereits SPD-Generalsekretär Olaf Scholz an, während des Sonderparteitags zurückzutreten.
- London/Vereinigtes Königreich: Nach knapp 15-jähriger Profikarriere erklärt der Boxer Lennox Lewis seinen Rücktritt. Er ist amtierender Weltmeister im Schwergewicht.
- Morecambe/Vereinigtes Königreich: 19 aus Asien stammende Muschelsammler kommen in der Bucht von Morecambe an der Küste von Lancashire ums Leben, als sie die einbrechende Flut überrascht.
- Moskau/Russland: Bei einem schweren Bombenattentat in der Moskauer U-Bahn kommen 40 Menschen ums Leben und circa 100 weitere Personen werden verletzt.
- Papua-Neuguinea: Bei einem Erdbeben der Stärke 7,0 Mw kommen 37 Menschen ums Leben.

### Sonntag, 8. Februar 2004
- Bern/Schweiz: In einer Volksabstimmung wird der Gegenvorschlag zur Avanti-Initiative und zur Mietrechtsrevision abgelehnt, die Initiative zur lebenslänglichen Verwahrung gefährlicher Straftäter wird angenommen. Außerdem wird eine zweite Röhre für den Gotthard-Strassentunnel in der Innerschweiz deutlich abgelehnt.
- Italien: Wegen der hohen Belastung der Luft mit Emissionen wird für Städte wie Mailand und Rom ein autofreier Sonntag angeordnet. Die Fahrbahnen füllen sich mit Spaziergängern und Radfahrern.
- Lansing, Seattle/Vereinigte Staaten: Senator John Kerry gewinnt in den US-Bundesstaaten Michigan und Washington die Vorwahlen für den Parteitag zur Nominierung des Kandidaten der Demokratischen Partei bei der Präsidentschaftswahl im November. Kerry hat damit neun der elf absolvierten Vorwahlen der Demokraten gewonnen.

### Montag, 9. Februar 2004
- Augusta/Vereinigte Staaten: Senator John Kerry gewinnt im US-Bundesstaat Maine die zehnte von bisher zwölf Vorwahlen für den Parteitag zur Nominierung des Kandidaten der Demokratischen Partei bei der Präsidentschaftswahl im November.
- Brunei: Der schwedische König Carl XVI. Gustaf spricht dem diktatorisch regierenden Sultan des Gastlandes bei seinem Staatsbesuch ein deutliches Lob aus, das jedoch zu kritischen Kommentaren in Schweden führt.
- Genshagen/Deutschland: Bundeskanzler Gerhard Schröder und der französische Staatspräsident Jacques Chirac treffen sich in der brandenburgischen Stadt zu Konsultationen.

### Dienstag, 10. Februar 2004
- Iskandariya/Irak: Im Gouvernement Babil sterben bei der Explosion einer Autobombe vor einer Polizeiwache 53 Menschen.[13]
- Paris/Frankreich: Die Nationalversammlung beschließt mit deutlicher Mehrheit ein Kopftuchverbot an französischen Schulen.
- Vereinigte Arabische Emirate: Beim Absturz einer Fokker 50 der iranischen Fluggesellschaft Kish Air 3 km vor dem Zielflughafen Schardscha kommen 43 der 46 Insassen ums Leben.

### Mittwoch, 11. Februar 2004
- Bagdad/Irak: Bei der Explosion einer Autobombe nahe einer Polizeiwache im Süden der irakischen Hauptstadt sterben rund 50 Menschen.

### Donnerstag, 12. Februar 2004
- Hamburg/Deutschland: Während einer Wahlkampf-Veranstaltung der CDU im Stadtteil Neugraben attackiert eine Frau Hamburgs Justizsenator Roger Kusch mit einem Messer. Kusch erleidet eine Fleischwunde.
- Pforzheim/Deutschland: Im Tarifstreit zwischen der IG Metall Baden-Württemberg und dem Arbeitgeberverband Südwestmetall wird für die Metall- und Elektroindustrie des Landes Baden-Württemberg ein Pilotabschluss erzielt. Er sieht Einkommenserhöhungen in zwei Schritten vor, ab März 2004 um 2,2 % sowie ab März 2005 um 2,7 %.
- Seoul/Südkorea: Ein Team von koreanischen Forschern unter Hwang Woo-suk erklärt, es sei ihm gelungen, Stammzellen aus einem geklonten menschlichen Embryo zu gewinnen. Aus diesen Stammzellen seien Vorläufer verschiedener Gewebezellen gezüchtet worden, was einen Durchbruch für therapeutisches Klonen bedeuten würde.

### Freitag, 13. Februar 2004
- Doha/Katar: Der frühere tschetschenische Machthaber Selimchan Abdumuslimowitsch Jandarbijew kommt bei einem Bombenanschlag ums Leben.[14]
- Madison/Vereinigte Staaten: Der Spitzenbewerber um die demokratische Präsidentschaftskandidatur in den USA, John Kerry, bekommt Unterstützung von einem früheren Konkurrenten. Der aus dem Rennen ausgestiegene Ex-NATO-Oberbefehlshaber Wesley Clark geht nun Senator Kerry zur Hand. Kerry habe die richtige Erfahrung, die richtigen Werte, den richtigen Charakter und die richtige Botschaft. Das sagte Clark bei einem gemeinsamen Auftritt mit Kerry in Madison im Bundesstaat Wisconsin. Dort findet am Dienstag eine Vorwahl statt.
- Washington, D.C./Vereinigte Staaten: Ein Soldat der US-Nationalgarde ist wegen versuchter Spionage für das Terrornetzwerk al-Qaida festgenommen worden. Wie die Militärbehörden in Washington am Freitag bestätigten, habe der 26 Jahre alte Soldat – allerdings vergeblich – versucht, über das Internet Kontakt zu der Terrororganisation aufzunehmen, um Geheimnisse über die Ausrüstung gepanzerter Fahrzeuge zu verraten. Seine Panzerbrigade sollte in Kürze aus Fort Lewis (Bundesstaat Washington) in den Irak verlegt werden, hieß es. Neben der Armee seien auch die Bundeskriminalbehörde FBI und das Justizministerium an den Ermittlungen beteiligt. Der Nachrichtensender CNN hatte berichtet, der Soldat sei vor fünf Jahren zum Islam übergetreten.
- Im Internet werden illegal Teile des Quellcodes von Windows NT und Windows 2000 veröffentlicht.

### Samstag, 14. Februar 2004
- Falludscha/Irak: Bei einem Angriff irakischer Rebellen sterben über 20 Personen.
- Pakistan: Ein Erdbeben der Stärke 5,5 Mw fordert 24 Menschenleben.
- Radès/Tunesien: Gastgeber Tunesien gewinnt das Finale der 24. Fußball-Afrikameisterschaft 2:1 gegen Marokko.[15]
- Rimini/Italien: Der italienische Radrenn-Profi Marco Pantani konsumiert eine Überdosis Kokain und wird später tot in einem Hotel in Rimini aufgefunden.

### Sonntag, 15. Februar 2004
- Berlin/Deutschland: Die Jury der 54. Internationalen Filmfestspiele Berlin zeichnet den Film Gegen die Wand von Regisseur Fatih Akin als besten Beitrag des Festivals mit dem Goldenen Bären aus.[16]
- Jilin, Zhejiang/China: Bei zwei Bränden im Osten Chinas kommen 90 Menschen ums Leben. In einem Einkaufszentrum in der Großstadt Jilin in Nordostchina sterben 51, in einem Dorftempel in der Ortschaft Wufeng in der Provinz Zhejiang 39 Menschen.

### Montag, 16. Februar 2004
- Indien, Pakistan: Nach mehr als zweieinhalb Jahren haben die verfeindeten Nachbarn Indien und Pakistan wieder Friedensgespräche aufgenommen. In Islamabad trafen sich Vertreter der beiden Außenministerien zu einem dreitägigen Treffen. Hauptthema ist die Region Kaschmir.
- London/Vereinigtes Königreich: Nach fünf Tagen taucht der russische Präsidentschaftskandidat Iwan Rybkin wieder auf. Er behauptet, unter falschem Vorwand in die Ukraine gelockt worden zu sein. Dort habe man ihn unter Drogen gesetzt und für ein kompromittierendes Video gefilmt. Vier Tage sei er bewusstlos gewesen.

### Dienstag, 17. Februar 2004
- Berlin/Deutschland: Nach langem Hin und Her kündigt Bundesverkehrsminister Manfred Stolpe den Vertrag zur Einführung einer LKW-Maut in Deutschland mit dem bisherigen Betreiberkonsortium Toll Collect.
- Washington, D.C./Vereinigte Staaten: US-Astronomen entdecken einen neuen Planetoiden am Rande des Sonnensystems. Mit einem geschätzten Durchmesser von  800 km ist es das größte festgestellte Objekt seit der Entdeckung des Zwergplaneten Pluto im Jahr 1930.[17]

### Mittwoch, 18. Februar 2004
- Nischapur/Iran: Bei der Explosion eines Güterzugs kommen über 300 Menschen ums Leben und mindestens 400 weitere werden verletzt.[18]

### Donnerstag, 19. Februar 2004
- Schkölen/Deutschland: Die Polizei nimmt am Abend in dem thüringischen Ort Schkölen einen Mann fest, der einen anderen mit einem Messer bedroht hat. Während des Verhörs gibt der Mann an, in den letzten Tagen mindestens vier Menschen ermordet zu haben, davon drei in Bad Langensalza und einen in Hainspitz.

### Freitag, 20. Februar 2004
- Berlin/Deutschland: In Berlin wird das MoMA eröffnet. In der Neuen Nationalgalerie werden 200 der bedeutendsten Meisterwerke des 20. Jahrhunderts aus dem Museum of Modern Art, New York, gezeigt. Die Ausstellung ist exklusiv in Europa und endet am 19. September 2004.
- New York/Vereinigte Staaten: Die Kanadierin Louise Arbour wird für das Amt der UN-Hochkommissarin für Menschenrechte nominiert; sie wird Nachfolgerin des in Bagdad bei einem Anschlag ums Leben gekommenen Sérgio Vieira de Mello.
- Riga/Lettland: Die lettische Staatspräsidentin Vaira Vīķe-Freiberga ernennt Indulis Emsis von den Grünen zum neuen Regierungschef. Der bisherige Amtsinhaber Einars Repše war am 5. Februar zurückgetreten.
- Teheran/Iran: Im Iran finden Parlamentswahlen statt. Zahlreiche liberale bzw. reformorientierte Kandidaten wurden vom konservativen Wächterrat nicht zugelassen, sodass die Wahl als nicht fair kritisiert wird.

### Samstag, 21. Februar 2004
- Offenburg/Deutschland: Die 100. Sendung Verstehen Sie Spaß?, moderiert von Frank Elstner, blickt auf die vergangenen 23 Jahre zurück.[19]

### Sonntag, 22. Februar 2004
- Cap-Haïtien/Haiti: Nach der Einnahme der zweitgrößten Stadt Cap-Haïtien planen die Rebellen nun auch die Hauptstadt Port-au-Prince einzunehmen, wie Rebellenführer Guy Philippe bekanntgab.
- Jerusalem/Israel: Bei einem Selbstmordanschlag in einem Jerusalemer Bus kommen 8 Israelis ums Leben, 60 werden verletzt. Der Anschlag geht auf das Konto der al-Aqsa-Märtyrerbrigaden.
- Rom/Italien: In Rom wird die Europäische Grüne Partei gegründet, die einen Zusammenschluss von 35 grünen Parteien und die erste pan-europäische Partei überhaupt darstellt.
- Uganda: In einem Flüchtlingslager im Norden Ugandas richten bewaffnete Kämpfer der Lord’s Resistance Army ein Blutbad an und töten 192 Menschen.

### Montag, 23. Februar 2004
- Den Haag/Niederlande: Vertreter der Palästinensischen Autonomiegebiete protestieren beim Internationalen Gerichtshof in Den Haag gegen den Bau der Israelischen Sperranlagen, die entlang der so genannten Grünen Linie zwischen Israel und der West Bank, teilweise aber weit innerhalb des besetzten Gebietes verlaufen. Der Gerichtshof stellt in einem Gutachten im Juli die Illegalität der Anlagen fest, soweit sie von der Grünen Linie abweichen.
- Kopenhagen/Dänemark: Die Europäische Kommission und die Europäische Umweltagentur machen mit der neuen Version ihres Schadstoffemissionsregisters (EPER) die Emissionsdaten von insgesamt 9.256 Industrieanlagen online zugänglich.[20]

### Dienstag, 24. Februar 2004
- al-Hoceima/Marokko: Bei einem Erdbeben nahe der Küstenstadt al-Hoceima sterben mehr als 550 Menschen.
- Kloten/Schweiz: In Kloten nahe Zürich ersticht der Vater eines bei der Flugzeugkollision von Überlingen ums Leben gekommenen Jungen den Fluglotsen, der für die Flugsicherung an jenem Tag verantwortlich war. Damals waren über dem Bodensee ein Flugzeug der russischen Bashkirian Airlines und eine Frachtmaschine der DHL zusammengestoßen.
- Moskau/Russland: Präsident Wladimir Putin entlässt die gesamte Regierung. Bis auf Ministerpräsident Michail Kasjanow bleiben allerdings alle Regierungsmitglieder in ihrer Funktion. Neuer Ministerpräsident wird Viktor Christenko.
- Pfarrkirchen/Deutschland: Daniel Küblböck – bekannt aus der TV-Sendung „Deutschland sucht den Superstar“ – verursacht beim Fahren ohne Führerschein einen Verkehrsunfall. Er erleidet laut Polizeiangaben schwere Schnittwunden und Prellungen.
- In den Vertragsstaaten tritt das Rotterdamer Übereinkommen über das Verfahren der vorherigen Zustimmung nach Inkenntnissetzung für bestimmte gefährliche Chemikalien sowie Pestizide im internationalen Handel in Kraft.

### Donnerstag, 26. Februar 2004
- Mostar/Bosnien-Herzegowina: Der mazedonische Präsident Boris Trajkovski kommt bei einem Flugzeugabsturz ums Leben.
- New York/Vereinigte Staaten: Die Vereinten Nationen berufen eine Dringlichkeitssitzung zur Lage auf Haiti ein.
- London/Vereinigtes Königreich: Nach Angaben der früheren britischen Entwicklungshilfeministerin Clare Short wurden UN-Mitarbeiter, darunter Generalsekretär Kofi Annan, vom britischen Geheimdienst GCHQ abgehört.[21]

### Freitag, 27. Februar 2004
- Tokio/Japan: Asahara Shōkō, Gründer Ōmu Shinrikyōs, wird im Zusammenhang mit dem Sarin-Giftgasattentat auf die U-Bahn von Tokio am 20. März 1995 zum Tode verurteilt.

### Samstag, 28. Februar 2004
- Atlantik/Vereinigte Staaten: Vor der Küste Virginias sinkt nach einer Explosion der Tanker Bow Mariner. Mindestens drei der 27 Seeleute kommen ums Leben. Der Tanker beförderte 13 Millionen Liter Ethanol, das in Brand geriet.
- Taiwan: Bei der 228-Hand-in-Hand-Kundgebung auf der Insel bilden mehr als eine Million Teilnehmer eine mehr als 500 km lange Menschenkette.

### Sonntag, 29. Februar 2004

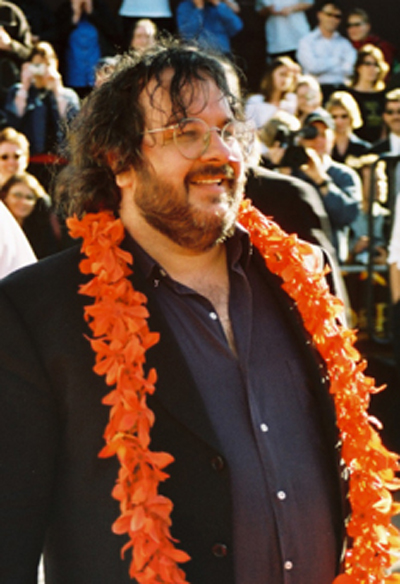
Peter Jackson

- Hamburg/Deutschland: Bei der Hamburger Bürgerschaftswahl gewinnt die CDU mit dem amtierenden Bürgermeister Ole von Beust rund 20 % an Stimmen hinzu (47,2 %) und somit die absolute Mehrheit der Sitze. Die Hamburger SPD mit Herausforderer Thomas Mirow erreicht 30,5 %, ihr schlechtestes Ergebnis nach dem Zweiten Weltkrieg.[22]
- Los Angeles/Vereinigte Staaten: Zum 76. Mal findet die Oscarverleihung statt. Der dritte Teil der Herr-der-Ringe-Trilogie des neuseeländischen Regisseurs Peter Jackson, Die Rückkehr des Königs, wird mit elf Oscars ausgezeichnet. Eine ebenso große Resonanz erhielten zuvor nur die Filme Ben Hur und Titanic.[23]
- Port-au-Prince/Haiti: Der Präsident Haitis, Jean-Bertrand Aristide, verlässt das Land infolge des Vorrückens regierungsfeindlicher bewaffneter Kämpfer auf die Hauptstadt.

## Weblinks

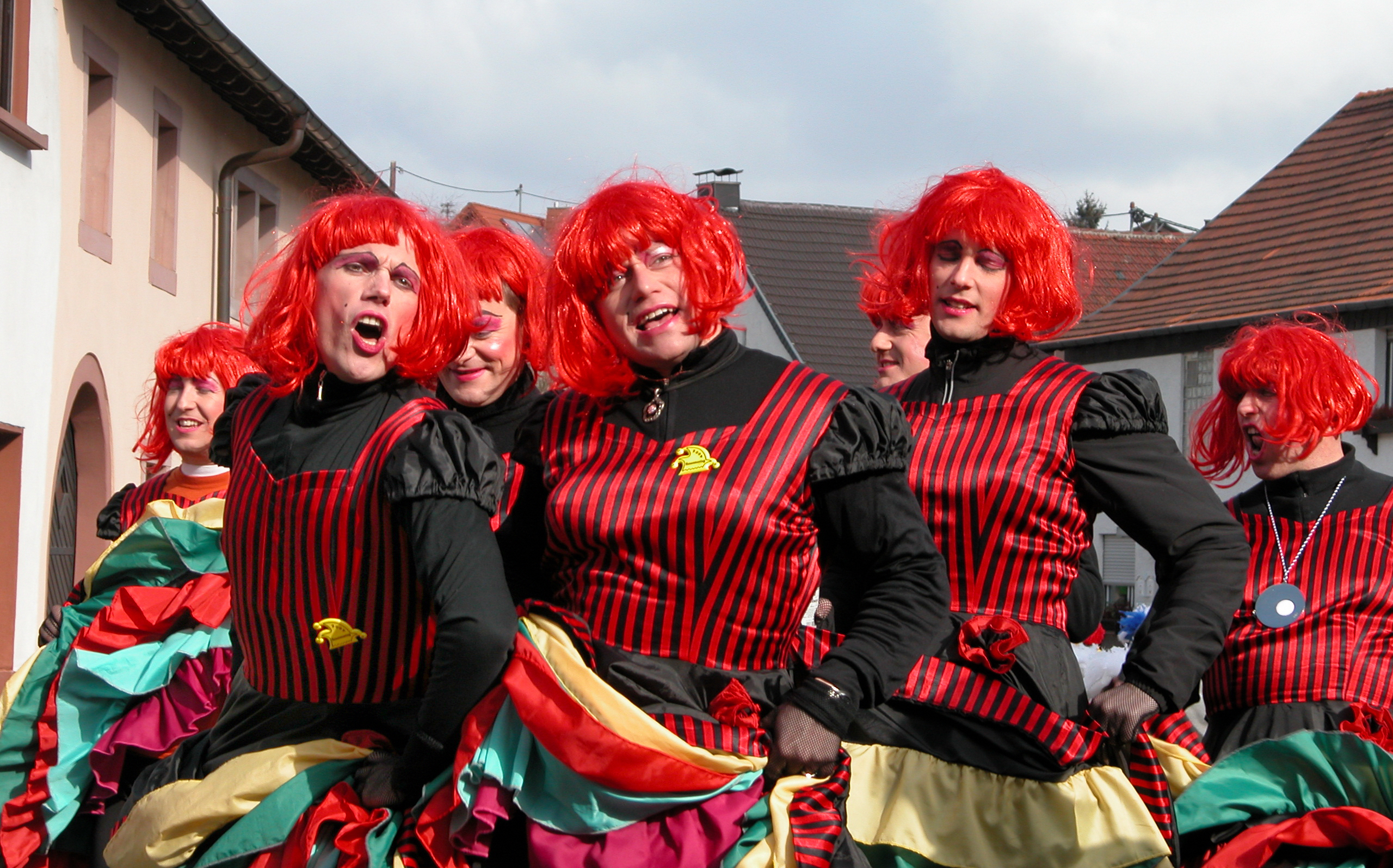
Saarland im Februar 2004